# Cayenne
Cayenne Franciaország dél-amerikai tengerentúli megyéje, Francia Guyana székhelye.

## Fekvése

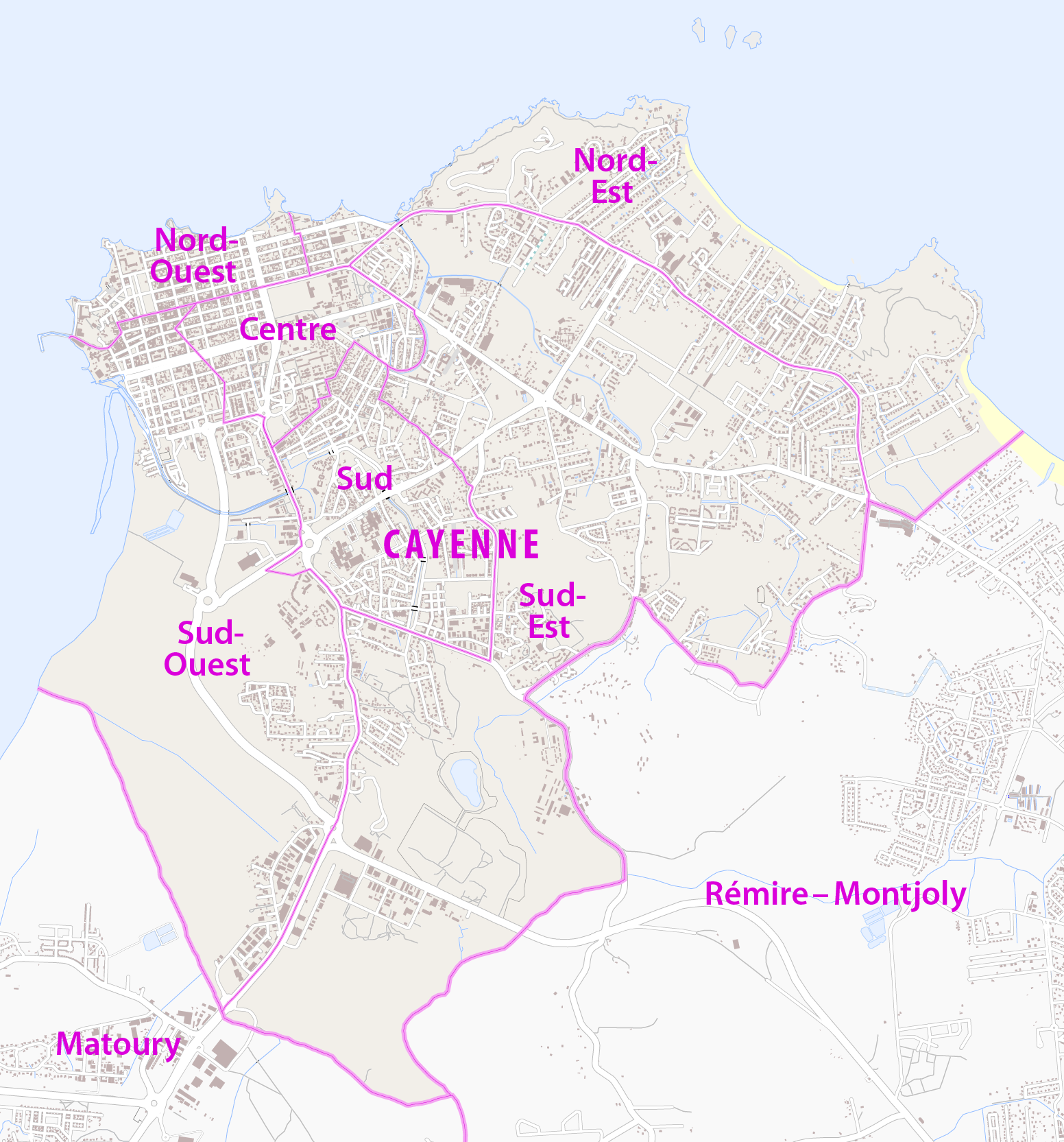
Cayenne térképe

A város az Atlanti-óceán partján, a Cayenne folyó torkolatánál egy szigeten fekszik.

## Éghajlata
| Hónap                         | Jan. | Feb. | Már. | Ápr. | Máj. | Jún. | Júl. | Aug. | Szep. | Okt. | Nov. | Dec. | Év   |
| ----------------------------- | ---- | ---- | ---- | ---- | ---- | ---- | ---- | ---- | ----- | ---- | ---- | ---- | ---- |
| Rekord max. hőmérséklet (°C)  | 32,5 | 32,3 | 32,2 | 33,0 | 33,2 | 33,9 | 34,5 | 35,0 | 35,2  | 35,1 | 34,6 | 34,1 | 35,2 |
| Átlagos max. hőmérséklet (°C) | 29,3 | 29,3 | 29,7 | 30,0 | 30,1 | 30,5 | 31,1 | 31,8 | 32,4  | 32,5 | 31,7 | 30,3 | 30,7 |
| Átlagos min. hőmérséklet (°C) | 23,4 | 23,5 | 23,6 | 23,8 | 23,6 | 23,0 | 22,5 | 22,5 | 22,5  | 22,4 | 22,7 | 23,2 | 23,1 |
| Rekord min. hőmérséklet (°C)  | 17,4 | 18,9 | 18,5 | 19,0 | 18,8 | 18,9 | 19,0 | 19,0 | 18,7  | 18,6 | 17,2 | 18,8 | 17,2 |
| Átl. csapadékmennyiség (mm)   | 399  | 335  | 315  | 443  | 600  | 392  | 262  | 135  | 63    | 55   | 135  | 352  | 3488 |
| Havi napsütéses órák száma    | 102  | 90   | 117  | 121  | 121  | 153  | 200  | 231  | 251   | 257  | 208  | 150  | 2003 |
| Forrás: Meteo France          |      |      |      |      |      |      |      |      |       |      |      |      |      |

## Története
A környéket a spanyol gyarmatosítók forró éghajlata  és sivár vidéke miatt alkalmatlannak ítélték kolónia alapítására. A franciák 1643-ban hódították meg a területet, és 1664-ben megalapították Cayenne városát. Ezután a gyarmat többször cserélt gazdát a hollandok, az angolok és a brazilok között, míg végül visszatértek a franciák. A település 1854 és 1938 között büntetőtelepként működött. A város ma etnikailag nagyon vegyes képet mutat.
Élnek itt kreolok, haitiak, brazilok, európaiak és ázsiaiak is.

## Gazdaság
Cayenne fő ipari tevékenységét a garnélarák feldolgozása és a nádcukor-finomítás jelenti.

## Látnivalók
- A város fő látványossága a minden év első vasárnapjától megrendezett karnevál, amely a hétvégeken egész éjszakán át tartó jelmezes bálból áll.
- A város fő üzleti negyede az Avenue Général de Gaulle. Az út keleti végénél a tengerpart közelében állnak a Place de Grenoble és a Place de Palmistres. A legtöbb hivatali épület is itt áll.
- A városháza (Hôtel de Ville) épületét a jezsuiták építtették 1890-ben.
- Nevezetes épületek még a keleti részen a prefektúra és a Musée Départmental Franconie.
- A terület nyugati részén fekszik a 17. században épített Fort Cépérou erőd, melynek nagy része ma már romokban áll.
- A város déli részén található a  Place du Coq, a Place Victor Schoelcher és a piac.
- Fontos épületek még a székesegyház, a városi könyvtár, a városi múzeum, a tudományos kutatóintézet és a Musée des Cultures Guyanais a guyanai kultúra múzeuma.
- Kedvelt a város hosszú tengerparti strandja, különösen a Montjoly és a Montabo.
- A város Voltaire Candide című művében is szerepel.

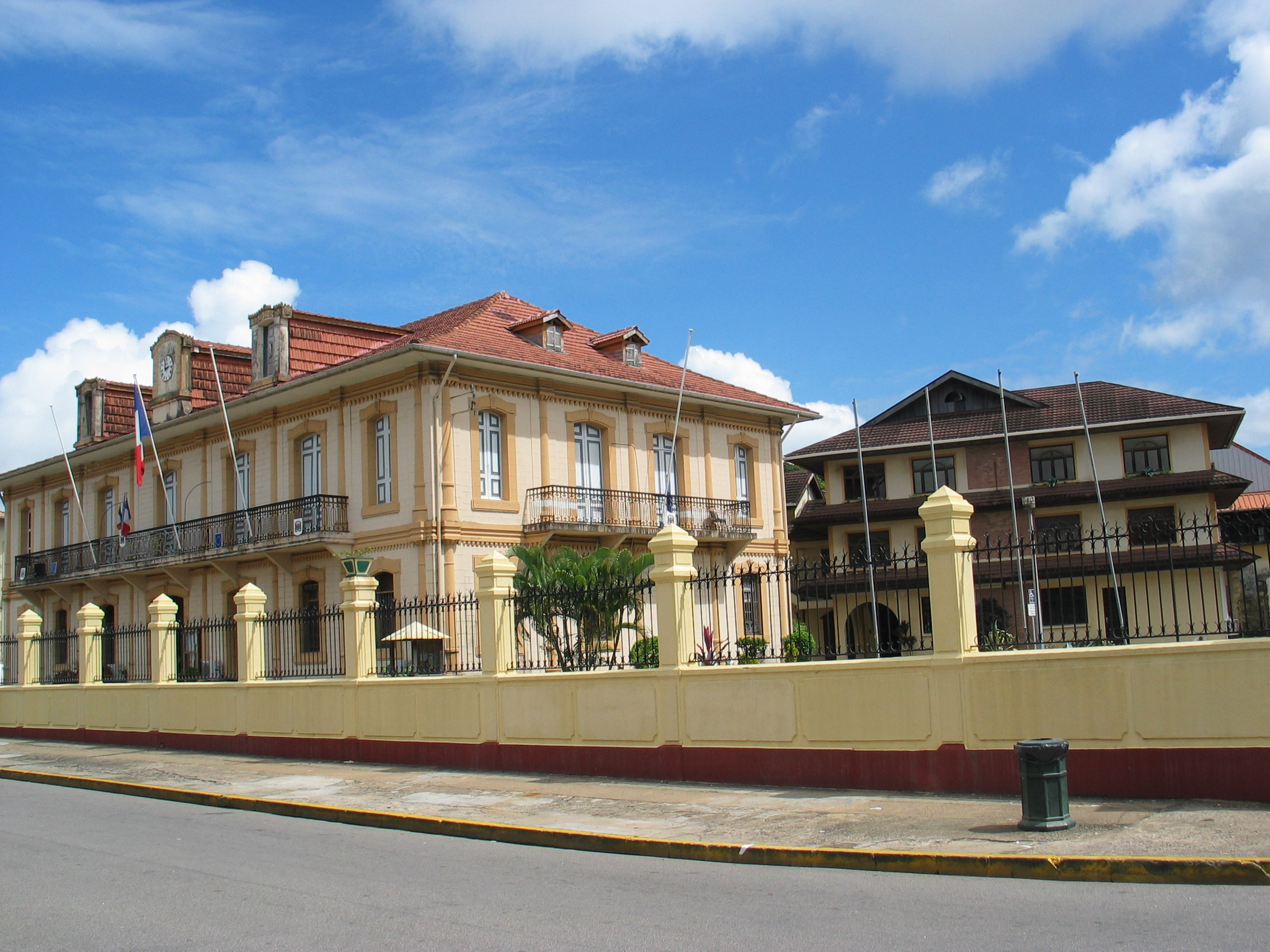
A városháza
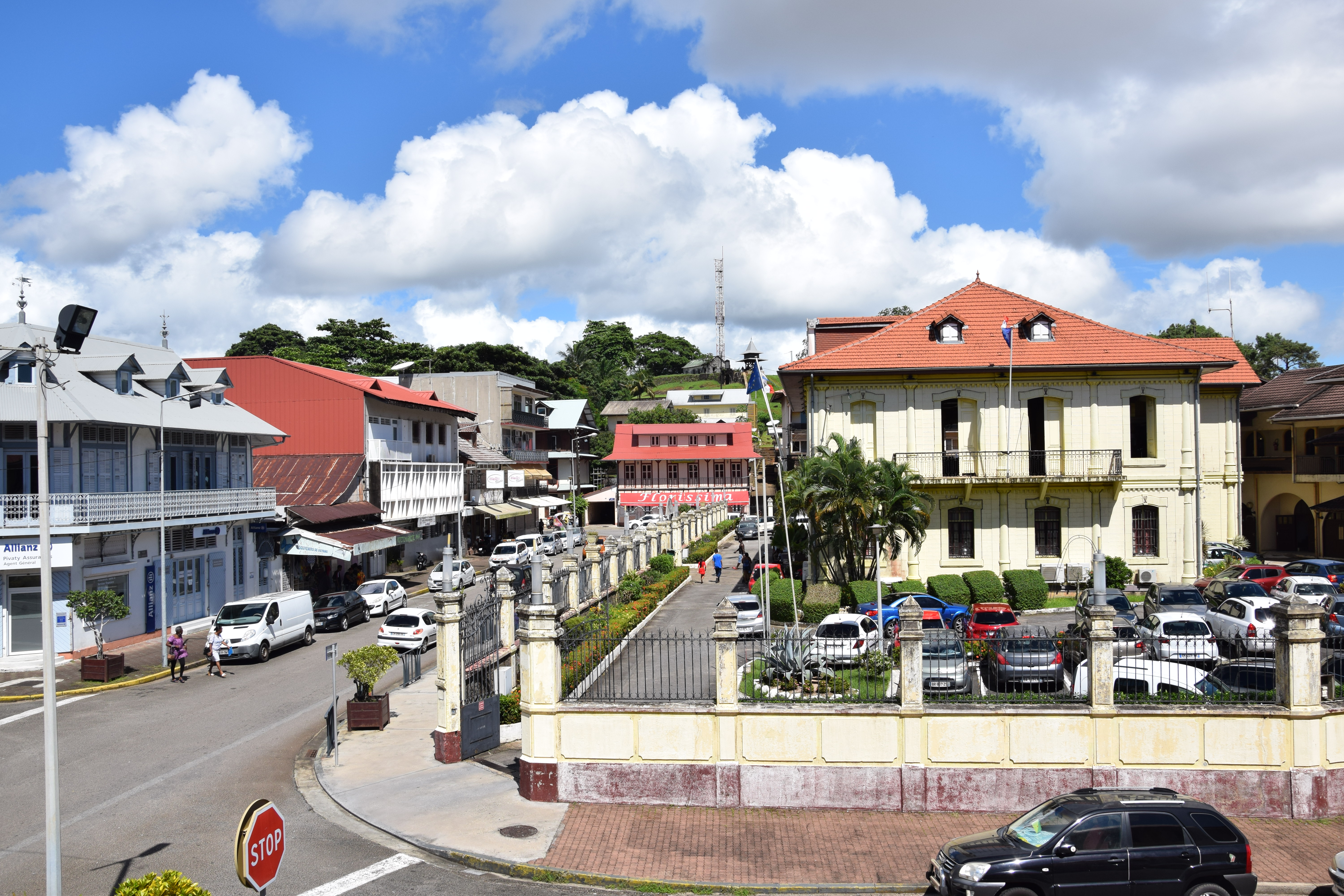
A városháza (jobbra)
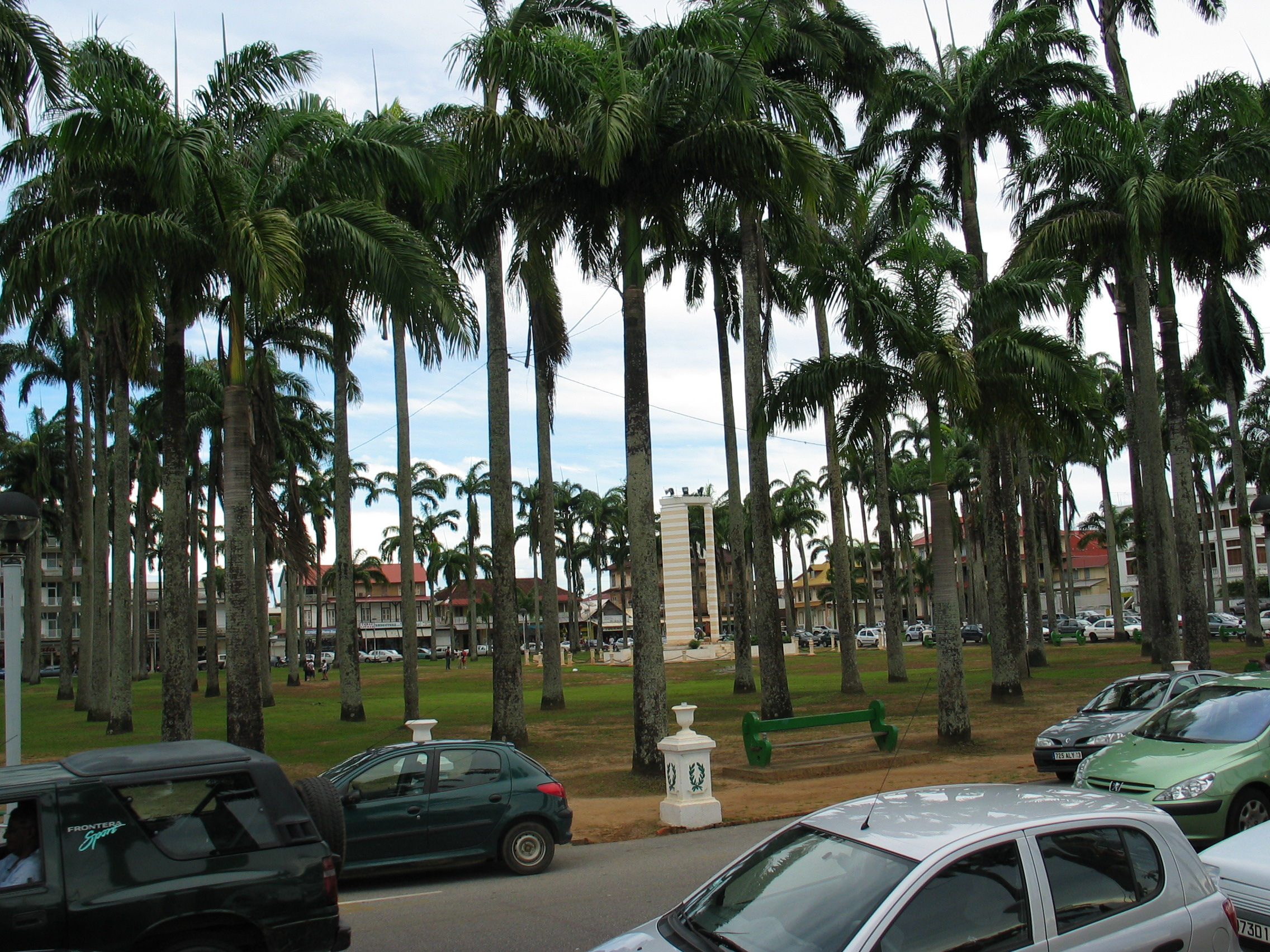
A Palmistres tér
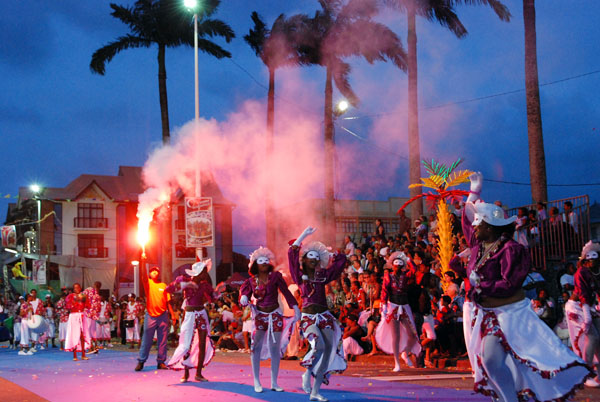
Karnevál a Palmistres téren
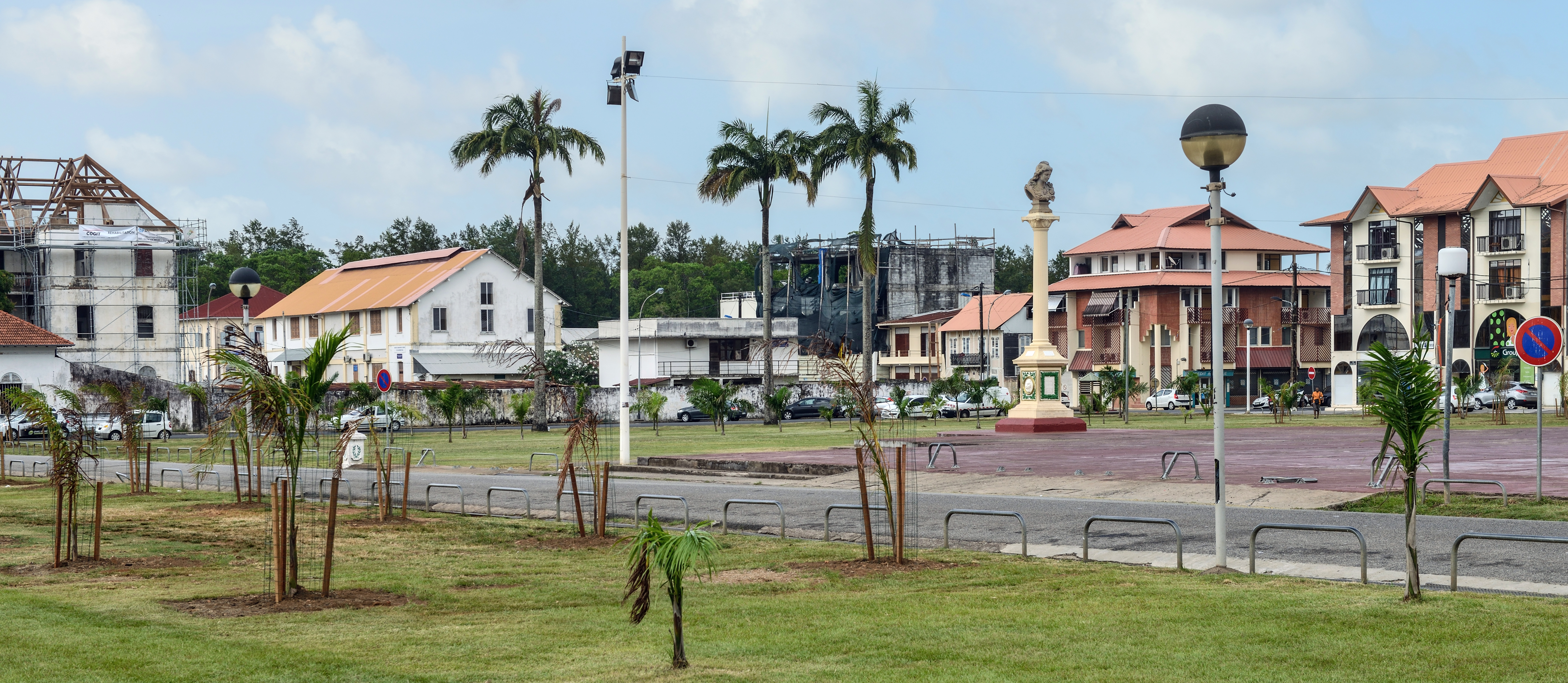
Marianne szobra a Palmistres téren
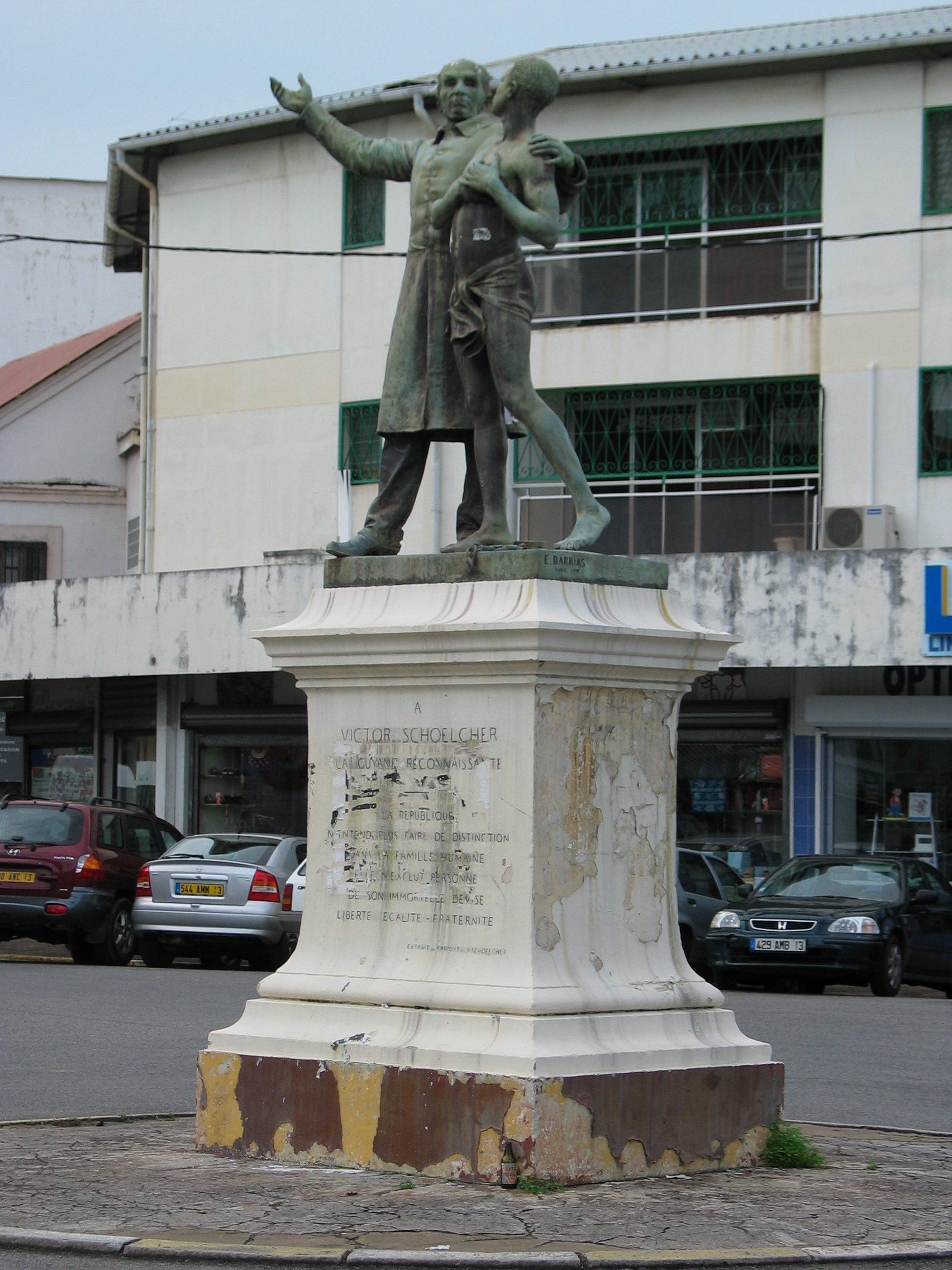
Victor Schœlcher rabszolga-felszabadító szobra
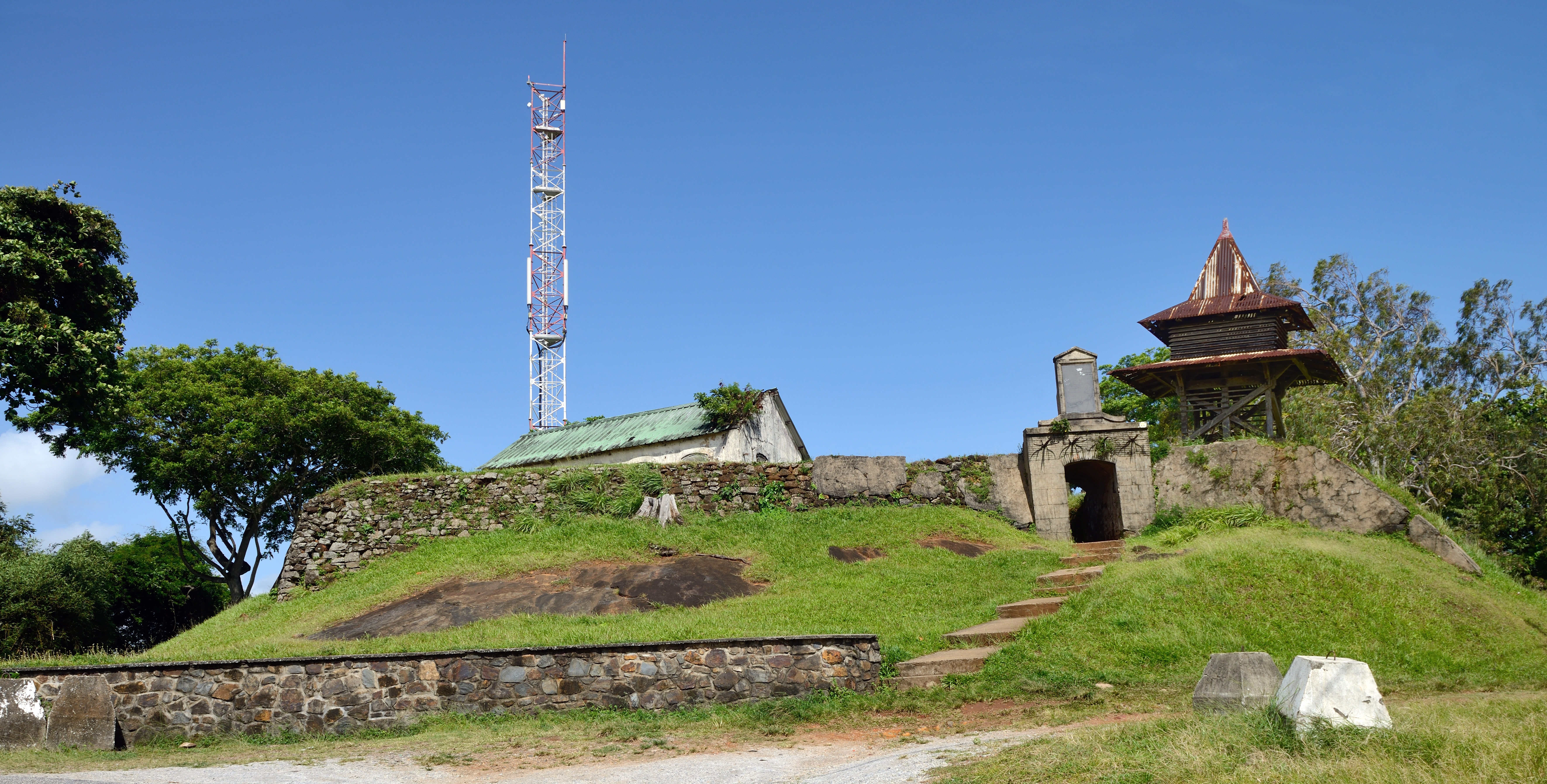
A Fort Cépérou erőd
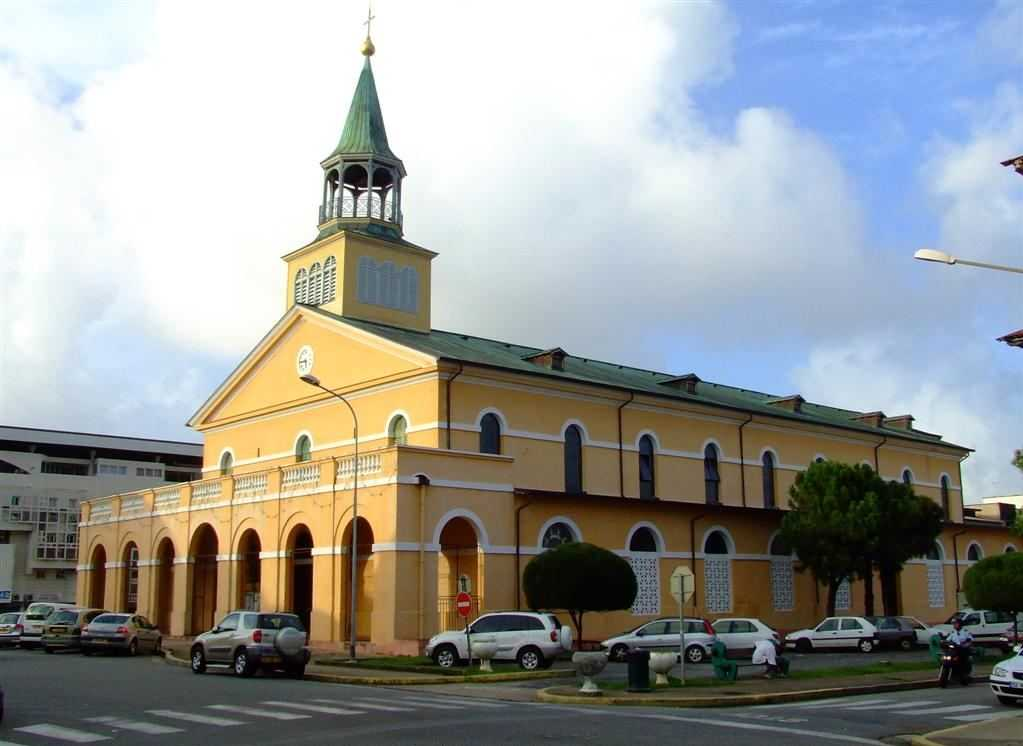
Római katolikus katedrális
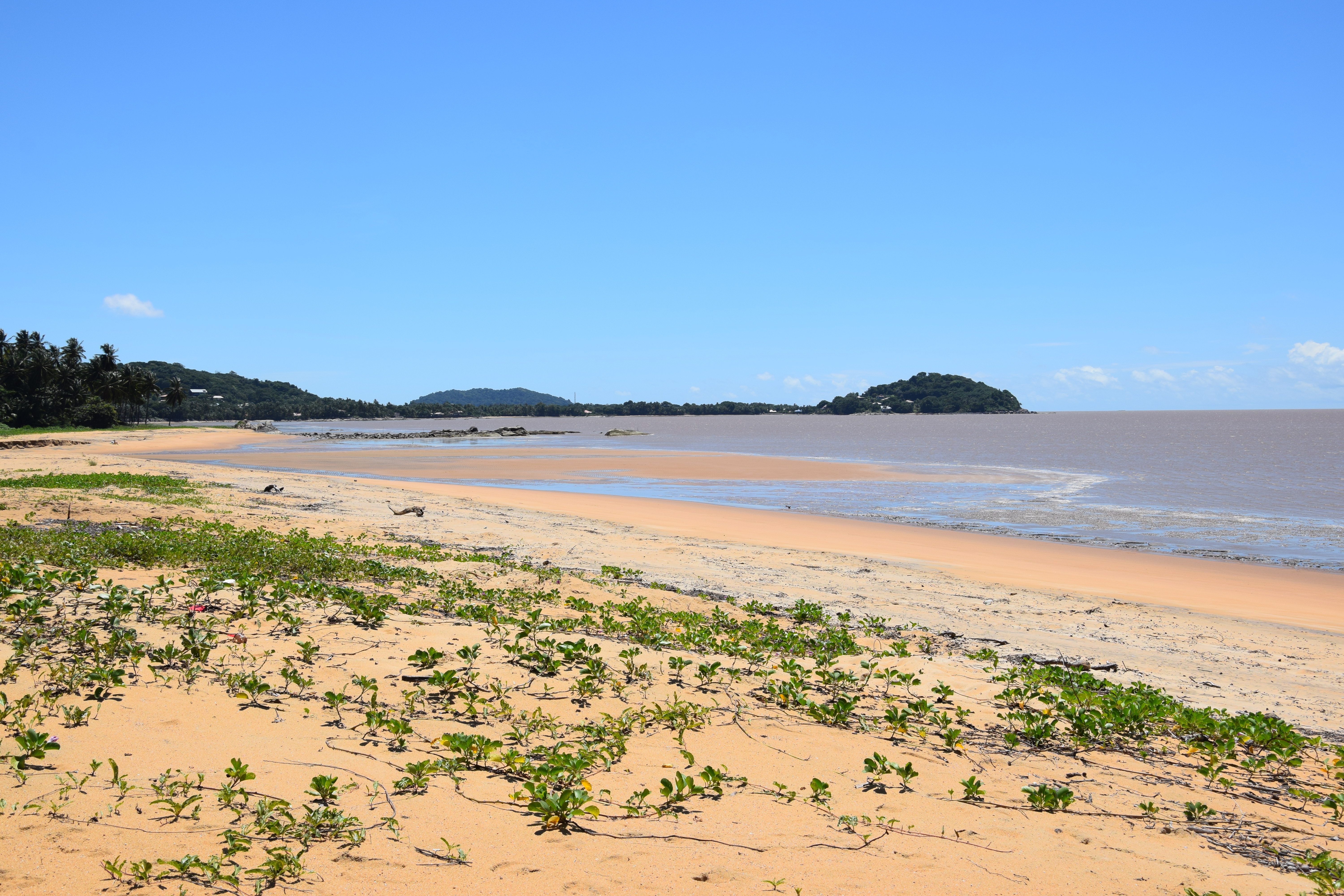
Tengerpart

## Utazás
- A város repülőtere a Cayenne-Rochambeau Airport.
- Számos szálloda is szolgálja a turisták kényelmét: Central Hotel, La Bodéga, Hôtel Ajoupa, Hôtel Amazonia, Hôtel les Amandiers, Hôtel Neptima, Hôtel Novotel és a Ket-Tai.